# Gute Gesellschaft
Die Gute Gesellschaft ist eine ideale Form menschlichen Zusammenlebens. In ihr stehen das Wohl (das Glück, das gute Leben) der eigenen Person und das der anderen im Gleichgewicht. Wie die Gute Gesellschaft inhaltlich zu kennzeichnen ist, in welchem Maß sie bereits real bzw. noch Utopie ist und ob bzw. auf welchem Weg sie erreichbar ist, wird kontrovers diskutiert.

## Inhaltliche Bestimmung
Die inhaltliche Ausgestaltung der verschiedenen Konzepte der Guten Gesellschaft hängt u. a. davon ab, ob sie von Werten oder Bedürfnissen ihren Ausgang nehmen und welche Werte sie als grundlegend betrachten.

### Wertbasierte Ansätze
Im Diskurs über erstrebenswerte Formen menschlicher Gesellschaften werden in mehreren Strömungen der politischen Philosophie explizit die Bezeichnungen „Gute Gesellschaft“ bzw. „Good Society“ verwendet:
- Freiheit, Gerechtigkeit und Solidarität werden als jene drei Grundwerte betrachtet, auf denen die Sozialdemokratie seit den 1860er Jahren fußt.[1] In einer Phase der Neuorientierung nach 2009 wurde unter der Überschrift der „Guten Gesellschaft“ eine Debatte darüber geführt, wie diese traditionellen Werte heute zu verstehen sind.[2] Unterscheiden lassen sich drei Diskurswelten des linken Lagers: 1. Innovation und Wettbewerbsfähigkeit der Wirtschaft (Gewerkschaften und Facharbeiter), 2. Kapitalismuskritik, soziale Gerechtigkeit, Verteilung von Macht, Chancen, Einkommen und Vermögen (Sozialverbände und Geringverdiener) und 3. Wachstumskritik, ökologische Nachhaltigkeit, globale Gerechtigkeit (soziale Bewegungen und akademische Mittelschicht).[3] Alle drei setzen hierbei auf universalistische staatliche Lösungen[4] und auf eine Demokratie, an der die Bürger aktiv mitwirken[5]. Weil auch in der Guten Gesellschaft die Menschen nicht rundum gut sind, wird es weiterhin Gesetze und Justiz brauchen.[6]
- Der Liberalismus kritisiert kollektivistische Gesellschaftsentwürfe sowohl linker als auch rechter Provenienz. Angesichts der faschistischen und kommunistischen Schreckensherrschaft befürchtete man, dass jede Art gesellschaftlicher Planung despotische Formen der Umsetzung nach sich ziehe und letztlich in Fanatismus und Tyrannei münde. Demgegenüber betont der Liberalismus den Wert individueller Freiheit. Walter Lippmann forderte 1937, man solle sich von allen Projekten einer neuen, harmonischen Gesellschaftsordnung verabschieden. Die Ambitionen des Liberalismus seien „bescheidener“: Ziel sei eine Vervollkommnung der Regeln der Gerechtigkeit. Interessenkonflikte seien unvermeidbar. In einer Guten Gesellschaft gehe es darum, die Gewalt des Konflikts und des Wettbewerbs abzumildern und zwischen Menschen, deren Interessen miteinander kollidieren, in spezifischen Fragen Recht zu sprechen.[7]
- Der Kommunitarismus grenzt sich nicht nur von totalitären, sondern auch von libertären Ideologien ab. Autonomie, individuelle Rechte und freie Märkte sind auch aus seiner Sicht wichtig. Der Gefahr eines moralischen Vakuums müsse man jedoch begegnen.[8] Eine Gute Gesellschaft basiere auch auf Werten wie sozialer Ordnung, gegenseitiger Verantwortung und Fürsorge. Es bedürfe einer Balance zwischen Staat, Markt und Gemeinschaft. Die Rolle von Gemeinschaften sei bisher vernachlässigt worden. In der kommunitaristischen Ethik sind sie von besonderer Bedeutung.[9] Nachdem universalistische Gerechtigkeitsideale in den 1970er Jahren in die Krise gekommen waren, fokussierte man auf partikularistische Moralvorstellungen kultureller Mikroräume.[10] Gemeinschaften ermöglichten nicht nur die Befriedigung menschlicher Bindungsbedürfnisse (was von größerer Wichtigkeit sei als eine permanente Steigung materiellen Wohlstands), sie böten außerdem eine moralische Kultur. In einer Guten Gesellschaft teilen Menschen bestimmte gemeinschaftsbasierte Moralvorstellungen. Ihre Einhaltung wird durch subtile und informelle Prozesse sozialer Regulation (z. B. Lob, Tadel) und nicht mittels staatlicher Zwangsmaßnahmen sichergestellt.[11]

Untersuchungen in den USA wiesen nach, dass sich liberale und konservative Vorstellungen darüber, was eine Gute Gesellschaft kennzeichnet, stark unterscheiden. Während für Liberale Werte wie Gerechtigkeit, Gleichheit und ökologische Nachhaltigkeit eine große Rolle spielen, stehen für Konservative Themen wie soziale Ordnung, Religion und Einwanderung im Vordergrund. Ein breiter Konsens darüber, was das Gute für die Gesellschaft ist, fehle. Angesichts sich gegenseitig ausschließender Werturteile überwog auf dem DGS-Kongress Gute Gesellschaft? Zur Konstruktion sozialer Ordnungen (2000) die Meinung, dass es eo ipso keine Gute Gesellschaft geben könne. Trotz aller ideologischer Divergenz stimmen jedoch Mitglieder selbst hochgradig gespaltener Gesellschaften hinsichtlich bestimmter Grundwerte überein: wirtschaftlicher Wohlstand, familiäre Stärke, Gemeinschaft, Solidarität, Streben nach Gesundheit, Glück und Freiheit. Auf ihrer Grundlage sei eine Zusammenarbeit auch über die Grenzen politischer Lager hinweg möglich.

### Bedürfnisbasierte Ansätze
Kulturell und individuell teilweise sehr unterschiedlichen Wertvorstellungen stehen grundlegende Aspekte der Motivation gegenüber, bei denen man annimmt, dass sie für die gesamte menschliche Spezies gelten. Bezugnehmend auf Forschungsergebnisse der Motivationspsychologie wurde über die Idee einer idealen Gesellschaft nachgedacht.
- Die Humanistische Psychologie geht davon aus, dass angeborene menschliche Grundbedürfnisse grundsätzlich gut seien. Erst aus dem Streben heraus, diese zu befriedigen, könne das Übel entstehen. Häufig würden gute Impulse durch Angst blockiert oder durch kulturelle Fehlentwicklungen (z. B. Männlichkeitsnormen) verzerrt. In einer Guten Gesellschaft, die bei Abraham Maslow auch Eupsychia heißt, überwiegt ein soziales Umfeld, in dem die wertvollen, angeborenen Instinkte, zum Ausdruck kommen können. Aus der Beobachtung psychologisch gesunder, sich selbst verwirklichender Menschen schließt er, dass Eupsychia eine anarchistische Gesellschaft wäre, in der individuelle Unterschiede respektiert werden, Nationalismus überwunden ist, weniger Kriminalität existiert, ein Großteil der Gesetze überflüssig geworden ist und Menschen sich brüderlich einander verbunden fühlen.[17]
- Ein anderer Ansatz erblickt im südamerikanischen Prinzip des Sumak kawsay Grundzüge der Guten Gesellschaft – ein Leben in Fülle und in Harmonie mit Mitmensch und Natur. Vielfach zeige der Mensch jedoch ein selbstsüchtiges Verhalten. Notwendige Voraussetzung einer Guten Gesellschaft sei deshalb die Bereitschaft, umzukehren (Mk 1,15 EU) bzw. gegen das Diktat der „egoistischen“ Gene[18] zu rebellieren. Um zu einem beständigen moralischen Verhalten befähigt zu werden, brauche der Mensch eine innere Verwandlung. Käme diese zu einer äußeren Veränderung der Welt hinzu, würde im Kontext messianischer Hoffnungen eine vollkommene Gesellschaft vorstellbar, in der die vielfältigen Bedürfnisse des Menschen Erfüllung finden, ohne dass dabei andere Menschen bzw. nichtmenschliche Lebewesen beeinträchtigt werden: Weder Tier noch Pflanze muss für Ernährungszwecke sterben. Krankheit und Tod haben ihren Schrecken verloren. Der Mensch hat Heimat gefunden. Er ist eingebunden in eine Gemeinschaft, seine sozialen Beziehungen sind durch Freundlichkeit und Offenheit gekennzeichnet. Partnerschaften bleiben leidenschaftlich. Menschliche Neugier lässt sich befriedigen. Herausforderungen sind zu meistern. Statusstreben und Neid finden ein Ende. Freiheit ist nicht mehr bedroht, weil die einzige Form, Macht auszuüben, darin besteht, andere zu überzeugen.[19]

## Utopischer Charakter und Realisierbarkeit
Entsprechend ihrer inhaltlichen Charakterisierung weichen die verschiedenen Konzeptionen der Guten Gesellschaft mehr oder weniger stark von den gegenwärtigen gesellschaftlichen Verhältnissen ab. In der Frage, inwieweit die Gute Gesellschaft eine Utopie ist, gehen die Meinungen folglich auseinander. Die einen sehen sie in Ansätzen bereits existieren. Für andere liegt das Maximalziel einer vollkommenen Gemeinschaft so weit entfernt, dass man den Weg dorthin nicht abstecken könne. Manche zweifeln, ob man sie jemals ganz erreichen werde. Mitunter werden bescheidenere Ziele formuliert: nicht die gute, sondern die gerechte bzw. eine bessere Gesellschaft sei anzustreben. Indem man sich Zwischenziele setze, könne man dem Fernziel der Guten Gesellschaft zumindest ein kleines Stück näherkommen. Ganz auf die Idee eines erstrebenswerten Ideals verzichten könne man jedoch nicht. Für die Entwicklung moderner Gesellschaften brauche es Leitbilder, an denen politisches Handeln sich orientieren kann, einen Kompass, der Politiker durch unbekannte Gewässer leitet. Zudem bieten jene Konzepte einen evaluativen Rahmen, der es ermöglicht, das bisher Erreichte zu bewerten. Aus der Idee der Guten Gesellschaft könne sowohl das Bewahren sozialer Errungenschaften als auch gesellschaftliche Veränderungen folgen. Als Äquivalent für eine Gute Gesellschaft werden heutzutage Modelle der Lebensqualität angesehen. Sie beruhen auf Indikatoren, die bestimmte objektive Lebensbedingungen (z. B. HDI) bzw. das subjektive Wohlbefinden messen. Welche Indikatoren die Gute Gesellschaft genau ausmachen, darüber brauche es eine breite Debatte. Ihre Realisierung bleibt damit eng an die gesellschaftliche Zustimmung zu den gesteckten Zielen gebunden.